# Ramot Menashe
Ramot Menashe (רָמוֹת מְנַשֶּׁה ) est un kibboutz créé sur 1948.

## Histoire
Le kibboutz est créé en 1948 par des immigrants de Pologne. Il se situe entre le Mont Carmel et la Vallée de Jezreel. Plus tard les immigrants viennent du Chili, d'Uruguay, d'Argentine, du Brésil et de Cuba.
Il est spécialisé dans la production de mangue et d'avocat.
Ramot Menashe a été reconnu au titre de réserve de biosphère par l'Unesco en 2011 renommée Meggido en 2017.